# قائمة أبراج أذربيجان

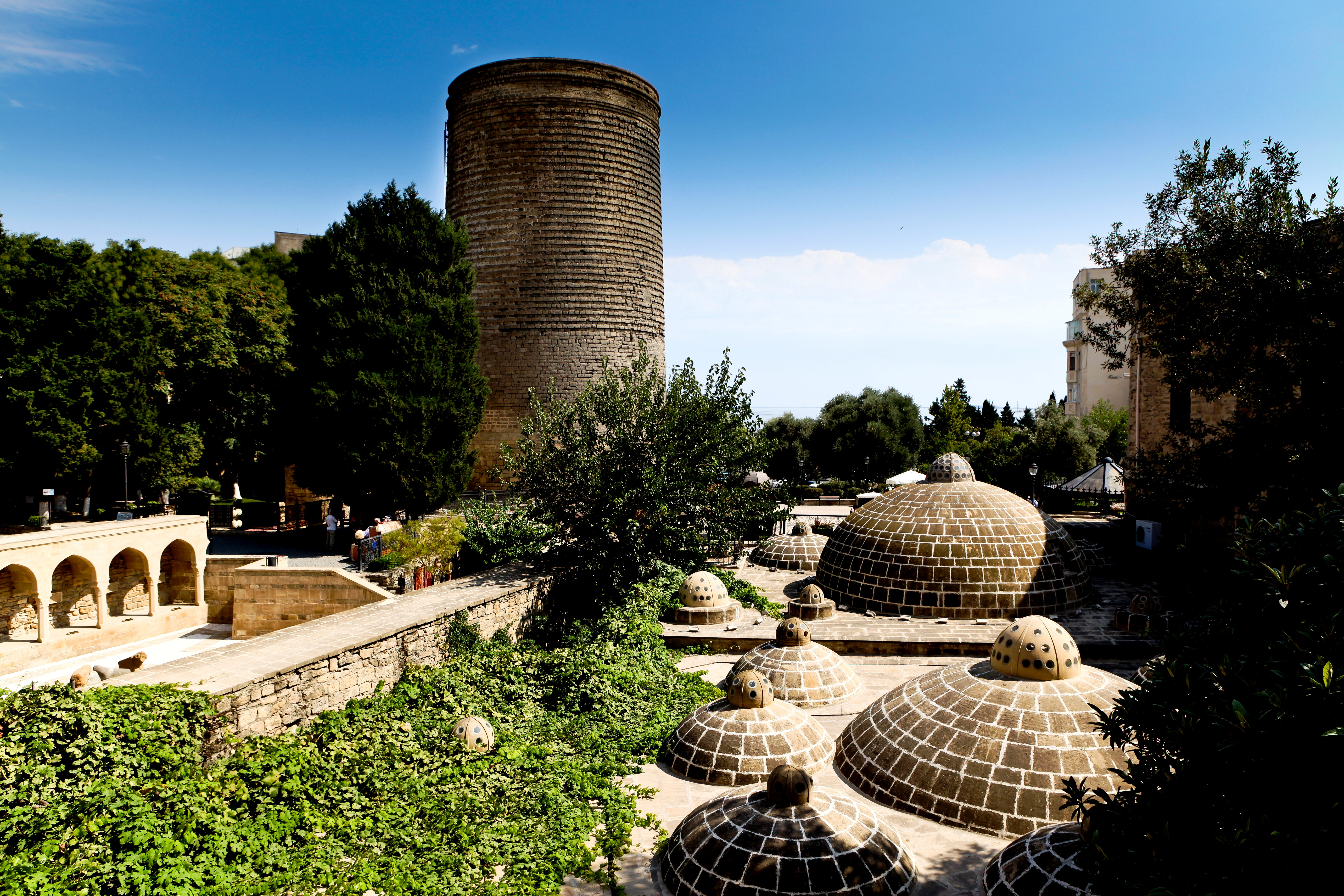
برج العذراء (باكو)

البرج هو بناء مرتفع عن مستوى المباني السكنية، ينشأ لأهداف جمالية أو دفاعية أو كبرج للاتصالات الهاتفية وغيرها.

## قائمة أبراج أذربيجان
تحتوي هذه القائمة على أسماء أبراج في أذربيجان.
- برج العذراء (باكو)
- برج تلفزيون باكو

- قلعة إليسو
- قلعة باكو
- قلعة جلرسان - جررسان
- قلعة رمانى
- قلعة شوشا